# Buciumi (Bacău)
Buciumi è un comune della Romania di 3 163 abitanti, ubicato nel distretto di Bacău, nella regione storica della Moldavia.
Il comune è formato dall'unione di 2 villaggi: Buciumi, Răcăuți.
Il comune è nato a seguito della Legge N. 67 del 23 marzo 2005 dalla scissione del comune di Ștefan cel Mare.